# Gino Coutinho
Gino Coutinho est un footballeur néerlandais, né le 5 août 1982 à Bois-le-Duc aux Pays-Bas. Évoluant au poste de gardien de but, il joue actuellement en Eredivisie à l'AZ Alkmaar.

## Carrière
- 2000-2003 :  PSV Eindhoven
  - 2002-2003 :  FC Den Bosch (prêt)
- 2003-2004 :  NAC Breda
- 2004-2006 :  Vitesse Arnhem
- 2006-2008 :  FC Den Bosch
- 2008-2014 :  ADO La Haye
- 2014-2015 :  Excelsior Rotterdam
- Depuis 2015 :  AZ Alkmaar[1],[2]

## Palmarès
PSV Eindhoven
- Eredivisie
  - Champion (1) : 2001